# Novozelandska prepelica
Novozelandska prepelica (lat. Coturnix novaezelandiae) je izumrla vrsta prepelice koja je bila endem Novog Zelanda.

## Povijest
Izumrla je 1875. godine. Prvi znanstvenik koji ju je opisao je Sir Joseph Banks, kada je posjetio Novi Zeland na prvom putovanju Jamesa Cooka 1769. ili 1770. Prvi primjerak prikupili su Jean René Constant Quoy i Joseph Paul Gaimard 1827. na Jules Dumont d'Urville putovanju. Nekad je smatrana konspecifičnom vrstom s australskom Coturnix pectoralis, pa bi drugoj vrsti tada ime bilo Coturnix novaezelandiae pectoralis.

## Izgled
Bila je duga 17,5 do 22 centimetra, dok je bila teška 200-220 grama. Mjerenja dva mužjaka pokazala su krila duljine od 118 i 122 milimetra, duljine repa od 45 i 47 milimetara i duljine zastopalja od 23 milimetra. Za jedan ženski primjerak, raspon krila je 119 milimetara, dok su za dva ženska uzorka duljine repa 42 i 43 milimetra, a dužine zastopalja 23 i 28 milimetara. 
Gornja površina tijela bila joj je tamno-smeđe boje sa smećkasto-žutim do kremastim oznakama na leđnom perju i gornjem dijelu krila. Prsa i trbuh bili su smećkasto-žuti sa snažnim tamno-smeđim do crnim prugama. Područje oko očiju kod mužjaka bilo je riđe-narančaste boje, dok je u ženke to područje bilo smećkasto-žuto.

## Razmnožavanje
Nema baš previše informacija o razmnožavanju ove prepelice. Ipak, nađena je obitelj od devet prepelica, gdje je bio jedan odrasli mužjak i jedna odrasla ženka i sedam pilića, tako da je najvjerojatnije bila monogamna. Gnijezda su se nalazila u plitkim udubinama u tlu i bila su obrubljena travom. Inkubacija je trajala oko 21 dan. Jaja su bila boje kože do smeđe, i imala su tamno-smeđe mrlje.